# News of the World (àlbum)
News of the world (literalment, Notícies del món) és el sisè àlbum d'estudi de la banda britànica de rock Queen, publicat el 28 d'octubre de 1977. El títol del àlbum fa referència al diari britànic News of the world. Conté cançons de molt d'èxit, com ara, We Will Rock You, We Are the Champions o Spread Your Wings. Junt amb The Game (1980), és un dels discs més venut de Queen als Estats Units. La portada del disc està inspirada en una obra de l'artista Frank Kelly Freas.
"We will rock you" és un tema de rock, compost per Brian May, guitarrista de la banda i inclòs a l'àlbum. Té un ritme quadrat amb veus fortes, acompanyat amb cops de peu al terra, picaments de mans i un solo de guitarra.